# Liste von Kirchengebäuden im Landkreis Barnim
Die Liste von Kirchengebäuden im Landkreis Barnim gibt eine vollständige Übersicht der im Landkreis Barnim im Nordosten des Landes Brandenburg vorhandenen Gotteshäuser mit ihrem Status, Adresse, Koordinaten und einer Ansicht (Stand Januar 2016).

## Liste
| Ort                     | Bezeichnung                              | Lage                                                             | Glaubensrichtung | Bemerkungen | Außenansicht   | Innenansicht           | Denkmal-ID | Wikidata-Eintrag |
| ----------------------- | ---------------------------------------- | ---------------------------------------------------------------- | ---------------- | --- | -------------- | ---------------------- | ---------- | ---------------- |
| Ahrensfelde             | Dorfkirche                               | Ahrensfelde Dorfstraße (Lage)                                    | evangelisch      | Datierung: 1201/1300 Umbau: 1768 Erweiterung: 1875–1876 | weitere Bilder | Innenansichten         | 09175013   | Q19839063        |
| Altenhof                | Kirche                                   | Schorfheide OT: Altenhof Unter den Linden (Lage)                 | evangelisch      | Datierung: 20. Jahrhundert. | weitere Bilder |                        |            |                  |
| Althüttendorf           | Dorfkirche                               | Althüttendorf Dorfstraße (Lage)                                  | evangelisch      | Datierung: 1803–1810 Restaurierung: 1973 | weitere Bilder |                        | 09175559   |                  |
| Basdorf                 | Dorfkirche                               | Wandlitz OT: Basdorf Prenzlauer Straße 14 (Lage)                 | evangelisch      | Datierung: 1401/1500 Erweiterung: um 1480 Umbau: 1737 Umbau: 1860 Restaurierung: 1964 & 1994                                                                                   | weitere Bilder |                        | 09175017   |                  |
| Bernau                  | Marienkirche                             | Bernau bei Berlin Kirchplatz (Lage)                              | evangelisch      | Datierung: 1226/1250 Umbau: um 1300 & 1401/1450 & 1546/1555 & 1838/1839 Erweiterung: 1485/1490 Restaurierung: 1846 & 1975/1990                                                 | weitere Bilder |                        | 09175044   | Q1751141         |
| Bernau                  | Herz-Jesu-Kirche                         | Bernau bei Berlin Bahnhofstraße 9 (Lage)                         | katholisch       | Datierung: 1907–1908 / Entwurf Paul Ueberholz; Umgestaltung: 1965–1966 | weitere Bilder | Innenansichten         | 09175311   | Q1614943         |
| Bernau                  | St.Georgenkapelle                        | Bernau bei Berlin Mühlenstraße 20 (Lage)                         | evangelisch      | Datierung: 1450 ca. | weitere Bilder | Innenansichten         | 09175310   | Q2221924         |
| Bernau                  | Christuskirche                           | Bernau bei Berlin Tobias-Seiler-Str.19 (Lage)                    | baptistisch      | Datierung: 2000 |                |                        |            |                  |
| Biesenthal              | St.Marien-Kirche                         | Biesenthal Bahnhofstraße 162 (Lage)                              | katholisch       | Datierung: 1908–1909 / Entwurf Paul Ueberholz; | weitere Bilder | Innenansichten         | 09175337   | Q14545027        |
| Biesenthal              | Stadtkirche                              | Biesenthal Kirchgasse (Lage)                                     | evangelisch      | Datierung: 1201/1215 Brand: 1759 Wiederaufbau: 1764–1767 Umbau: 1801 | weitere Bilder |                        | 09175336   | Q19833002        |
| Birkholz                | Dorfkirche                               | Bernau bei Berlin OT: Birkholz Birkholzer Dorfstraße (Lage)      | evangelisch      | Datierung: 1266/1300 Erweiterung: 1401/1500 & 1501/1515 Zerstörung des Turms 1827 Neubau des Turms: 1829 (Architekt Salomo Sachs) Turmsprengung: 1972 Restaurierung: nach 1990 | weitere Bilder | Innenansichten         | 09175346   | Q101579288       |
| Blumberg                | Dorfkirche                               | Ahrensfelde OT: Blumberg Kirchstraße 1 (Lage)                    | evangelisch      | Datierung: 1251/1300 Restaurierung & Erweiterung & Umbau: 1878–1881 | weitere Bilder |                        | 09175347   | Q50083126        |
| Börnicke                | Dorfkirche                               | Bernau bei Berlin OT: Börnicke Ernst-Thälmann-Straße (Lage)      | evangelisch      | Datierung: 1251/1300 Umbau: 1501/1600 | weitere Bilder | Innenansichten         | 09175353   | Q56479331        |
| Britz                   | Dorfkirche                               | Britz Kirchstraße (Lage)                                         | evangelisch      | Datierung: 1201/1300 Umbau: 1896 | weitere Bilder |                        | 09175139   | Q101579151       |
| Britz                   | Friedenskirche Britz (Barnim)            | Britz Wilhelmstraße 47 (Lage)                                    | evangelisch      | Datierung: 1954 | weitere Bilder |                        |            | Q117829732       |
| Brodowin                | Dorfkirche                               | Chorin OT: Brodowin Brodowiner Dorfstraße 10 (Lage)              | evangelisch      | Datierung: 1852–1853 / Entwurf: Friedrich August Stüler | weitere Bilder |                        | 09175141   |                  |
| Chorin                  | Klosterkirche                            | Chorin Amt Chorin 11a (Lage)                                     | profaniert       | Datierung: 1272–1315 Dient als Museum und Veranstaltungsort | weitere Bilder | weitere Innenansichten | 09175005   | Q314084          |
| Chorin                  | Dorfkirche                               | Chorin Mittelreihe 6 (Lage)                                      | evangelisch      | Datierung: 1251/1315 Wiederaufbau & Umbau: 1688 Restaurierung: 1954 | weitere Bilder | Innenansichten         | 09175144   | Q99477489        |
| Danewitz                | Dorfkirche                               | Biesenthal OT: Danewitz Dorfstraße (Lage)                        | evangelisch      | Datierung: 1246/1255 Brand: 1826 Umbau & Erweiterung: 1826/1834 Umgestaltung: 1969                                                                                             | weitere Bilder |                        | 09175350   | Q101579149       |
| Eberswalde              | Stadtpfarrkirche Maria-Magdalena         | Eberswalde Kirchplatz (Lage)                                     | evangelisch      | Datierung: 1286/1300 Brand: 1499 Umbau: 1502–1503 & 1726–1728 Restaurierung: 1874–1876 / Entwurf: Hermann Blankenstein                                                         | weitere Bilder | weitere Innenansichten | 09175179   | Q1895564         |
| Eberswalde              | Johanniskirche                           | Eberswalde Ludwig-Sandberg-Straße 2 (Lage)                       | evangelisch      | Datierung: 1891–1894 / Entwurf: Robert Thiem / Bauleitung Theodor Düsterhaupt                                                                                                  | weitere Bilder | weitere Innenansichten | 09175186   | Q1698952         |
| Eberswalde              | Bethel-Kapelle                           | Eberswalde Goethestraße 23 (Lage)                                | baptistisch      | Datierung: 1914 | weitere Bilder |                        |            |                  |
| Eberswalde              | Neuapostolische Kirche                   | Eberswalde Mertensstraße 4 (Lage)                                | neuapostolisch   | Datierung: 1933 |                |                        |            |                  |
| Eberswalde              | kath. St.Peter-und-Paul-Kirche           | Eberswalde Schicklerstraße 7 (Lage)                              | katholisch       | Datierung: 1876–1877 / Entwurf: Vincenz Statz | weitere Bilder | Innenansichten         | 09175097   |                  |
| Eiche                   | Dorfkirche                               | Ahrensfelde OT: Eiche Eicher Dorfstraße (Lage)                   | evangelisch      | Datierung: 1201/1300 Umbau: 1501/1600 Restaurierung: 1998 | weitere Bilder |                        | 09175354   |                  |
| Finow                   | Friedenskirche                           | Eberswalde OT: Finow Eberswalder Straße 70a (Lage)               | evangelisch      | Datierung: 1889–1891 / Entwurf: Theodor Düsterhaupt Umgestaltung: 1930 | weitere Bilder |                        | 09175574   |                  |
| Finow                   | St.Theresia-Kirche                       | Eberswalde OT: Finow Bahnhofstraße 5 (Lage)                      | katholisch       | Datierung: 1934 / Entwurf: Josef Bachem | weitere Bilder |                        | 09175571   |                  |
| Finow                   | neuapostolische Kirche                   | Eberswalde OT: Finow Erich-Weinert-Straße (Lage)                 | neuapostolisch   | Datierung: 1993–1994 |                |                        |            |                  |
| Friedrichswalde         | Michaeliskirche                          | Friedrichswalde Dorfstraße 101 (Lage)                            | evangelisch      | Datierung: 1783 Umbau: 1890 & 1956 | weitere Bilder | Innenansichten         | 09175634   |                  |
| Glambeck                | Dorfkirche                               | Friedrichswalde OT: Parlow-Glambeck Wolletzer Straße (Lage)      | evangelisch      | Datierung: 1843 Restaurierung: 1998–2000 | weitere Bilder | Innenansichten         | 09175289   |                  |
| Golzow                  | Dorfkirche                               | Chorin OT: Golzow Alte Handelsstraße 21 (Lage)                   | evangelisch      | Datierung: 1246/1255 Umbau: 1894–1898 | weitere Bilder | Innenansichten         | 09175225   |                  |
| Groß Schönebeck         | Immanuelkirche                           | Schorfheide OT: Groß Schönebeck Schlossstraße (Lage)             | evangelisch      | Datierung: 1351/1400 Erweiterung: 1401/1500 Umbau & Erweiterung: 1664–1673 Restaurierung: 1966                                                                                 | weitere Bilder | Innenansichten         | 09175356   |                  |
| Groß-Ziethen            | Dorfkirche                               | Ziethen OT: Groß-Ziethen Kirchstraße 6 (Lage)                    | reformiert       | Datierung: 1246/1255 Umbau: 1717 Restaurierung & Umbau: 1864 | weitere Bilder |                        | 09175226   |                  |
| Grüntal                 | Dorfkirche                               | Sydower Fließ OT: Grüntal Dorfstraße (Lage)                      | evangelisch      | Datierung: 1246/1255 Umbau: 1401/1500 & 1701/1800 & 1851/1900 Restaurierung: 1960                                                                                              | weitere Bilder |                        | 09175235   | Q101579150       |
| Hirschfelde             | Dorfkirche                               | Werneuchen OT: Hirschfelde Eduard-Amhold-Straße Lage             | evangelisch      | Datierung: 1251/1300 Teilzerstörung: 1945 Umbau: 1970/1979 />2015 Rekonstruktion                                                                                               | weitere Bilder |                        | 09175025   | Q101578160       |
| Hohenfinow              | Dorfkirche                               | Hohenfinow Hauptstraße 20 (Lage)                                 | evangelisch      | Datierung: 1246/1255 Wiederaufbau: 1686/1700 Umbau: 1906–1910 Restaurierung: 1999;                                                                                             | weitere Bilder |                        | 09175237   |                  |
| Joachimsthal            | Kreuzkirche                              | Joachimsthal Kirchstraße (Lage)                                  | evangelisch      | Datierung: 1735–1738 Erweiterung: nach 1740 Umbau: 1817–1820 / Mitarbeit: Karl Friedrich Schinkel Umbau: 1969–1970 Restaurierung: 1987–1990;                                   | weitere Bilder | Innenansichten         | 09175243   | Q1300955         |
| Klandorf                | Dorfkirche                               | Schorfheide OT: Klandorf Dorfstraße 15 (Lage)                    | evangelisch      | Datierung: 1868–1869 Erweiterung & Umbau: 1914 | weitere Bilder |                        | 09175359   |                  |
| Klein Ziethen           | Dorfkirche                               | Ziethen OT: Klein Ziethen Dorfstraße (Lage)                      | reformiert       | Datierung: 1201/1300 & 1301/1400 Umbau: 1685 Umbau: 1880 | weitere Bilder |                        | 09175250   |                  |
| Klobbicke               | Dorfkirche                               | Breydin OT: Klobbicke Lindenstraße (Lage)                        | evangelisch      | Datierung: 1246/1255 Erweiterung: 1401/1500 Umbau: um 1630 Umbau & Restaurierung: 1904–1905 Restaurierung: 1994–1997                                                           | weitere Bilder |                        | 09175308   |                  |
| Klosterfelde            | Dorfkirche                               | Wandlitz OT Klosterfelde Klosterfelder Hauptstraße (Lage)        | evangelisch      | Datierung: 1201/1300 Umbau: 1486/1500 & 1742 & 1801/1900 Restaurierung: 1968 & 1974                                                                                            | weitere Bilder | Innenansichten         | 09175361   |                  |
| Krummensee              | Dorfkirche                               | Werneuchen OT: Krummensee Dorfstraße 13 (Lage)                   | evangelisch      | Datierung: 1201/1300 Erweiterung: 1866 Restaurierung: 1996–1998 | weitere Bilder |                        | 09175365   | Q55361160        |
| Ladeburg                | Dorfkirche                               | Bernau bei Berlin OT: Ladeburg An der Kirche 5 (Lage)            | evangelisch      | Datierung: 1246/1255 Umbau: 1851/1900; | weitere Bilder |                        | 09175367   |                  |
| Lanke                   | Dorfkirche                               | Wandlitz OT: Lanke (Wandlitz) Baggerberg 1 (Lage)                | evangelisch      | Datierung: 1867–1868 | weitere Bilder | Innenansichten         | 09175368   |                  |
| Lichterfelde            | Dorfkirche                               | Schorfheide OT Lichterfelde Britzer Straße 3 (Lage)              | evangelisch      | Datierung: 1246/1255 Umbau: 1728; | weitere Bilder |                        | 09175254   |                  |
| Liepe                   | Dorfkirche                               | Liepe Kirchstraße (Lage)                                         | evangelisch      | Datierung: 1951 / Entwurf: Winfried Wendland | weitere Bilder |                        | 09175517   |                  |
| Lindenberg              | Dorfkirche                               | Ahrensfelde OT: Lindenberg Wartenberger Straße (Lage)            | evangelisch      | Datierung: 1201/1250 Umbau: 1860–1864 Restaurierung: 1860–1864 & 1911 & 1983–1989                                                                                              | weitere Bilder |                        | 09175370   |                  |
| Lobetal                 | Waldkirche                               | Bernau bei Berlin OT: Lobetal Bodelschwingstraße (Lage)          | evangelisch      | Datierung: 20. Jahrhundert. | weitere Bilder |                        |            |                  |
| Löhme                   | Dorfkirche                               | Werneuchen OT: Löhme Löhmer Dorfstraße 44a (Lage)                | evangelisch      | Datierung: 1401/1500 Umbau: 1709 & 1847–1848 | weitere Bilder |                        | 09175372   | Q101579106       |
| Lüdersdorf              | Dorfkirche                               | Parsteinsee OT: Lüdersdorf Dorfstraße 52 (Lage)                  | evangelisch      | Datierung: 1251/1300 Umbau: 1772 Umbau: 1852 | weitere Bilder |                        | 09175004   |                  |
| Lunow                   | Dorfkirche                               | Lunow-Stolzenhagen OT: Lunow Bauernstraße 30 (Lage)              | evangelisch      | Datierung: 1251/1300 Umbau: 1848 | weitere Bilder |                        | 09175262   |                  |
| Marienwerder            | Dorfkirche                               | Marienwerder OT: Marienwerder Biesenthaler Straße 2 (Lage)       | evangelisch      | Datierung: 1855 | weitere Bilder |                        | 09175373   |                  |
| Mehrow                  | Dorfkirche                               | Ahrensfelde OT: Mehrow Mehrower Dorfstraße (Lage)                | evangelisch      | Datierung: 1201/1300 Umbau: 1699 | weitere Bilder |                        | 09175375   |                  |
| Melchow                 | Dorfkirche                               | Melchow Alte Dorfstraße 7 (Lage)                                 | evangelisch      | Datierung: 1870/1900 Umbau: 1934 & 1951 Erweiterung: 2013 | weitere Bilder |                        | 09175729   |                  |
| Neuendorf               | Wehrkirche                               | Oderberg OT: Neuendorf (Lage)                                    | evangelisch      | Datierung: 1251/1300 Umbau: 1301/1400 Restaurierung: 1998–1999 | weitere Bilder |                        | 09175287   |                  |
| Niederfinow             | Dorfkirche                               | Niederfinow Choriner Straße 14 (Lage)                            | evangelisch      | Datierung: 1251/1300 Wiederaufbau & Umbau: 1731 | weitere Bilder |                        | 09175266   |                  |
| Oderberg                | Nikolaikirche                            | Oderberg Angermünder Straße (Lage)                               | evangelisch      | Datierung: 1853–1855 / Entwurf:Friedrich August Stüler | weitere Bilder | Innenansichten         | 09175269   |                  |
| Parlow                  | Dorfkirche                               | Friedrichswalde OT: Parlow-Glambeck Joachimsthaler Straße (Lage) | evangelisch      | Datierung: 1860 | weitere Bilder |                        |            |                  |
| Parstein                | Dorfkirche                               | Parsteinsee OT: Parstein Oderberger Straße (Lage)                | evangelisch      | Datierung: 1246/1255 Umbau: 1735 Brand: 1880 Wiederaufbau: 1880–1887 | weitere Bilder |                        | 09175595   |                  |
| Prenden                 | Dorfkirche                               | Wandlitz OT: Prenden Prendener Dorfstraße 38 (Lage)              | evangelisch      | Datierung: 1601/1700 Restaurierung: 1999 | weitere Bilder | Innenansichten         | 09175376   |                  |
| Rüdnitz                 | Dorfkirche                               | Rüdnitz Bernauer Straße 24 (Lage)                                | evangelisch      | Datierung: 1246/1255 Restaurierung: 1969 | weitere Bilder |                        | 09175377   |                  |
| Ruhlsdorf               | Dorfkirche                               | Marienwerder OT: Ruhlsdorf Dorfstraße (Lage)                     | evangelisch      | Datierung: 1775 Restaurierung: 1998 | weitere Bilder |                        | 09175379   |                  |
| Schöpfurth              | Dorfkirche                               | Schorfheide OT: Finowfurt Hauptstraße 116a (Lage)                | evangelisch      | Datierung: 1858–1860 Umbau: 1989 | weitere Bilder |                        | 09175670   |                  |
| Schönerlinde            | Dorfkirche                               | Wandlitz OT: Schönerlinde Berliner Allee (Lage)                  | evangelisch      | Datierung: 1301/1400 Umbau: 1701/1800 Brand: 1972 Restaurierung: 1977–1979 & 1998                                                                                              | weitere Bilder |                        | 09175380   |                  |
| Schönfeld               | Dorfkirche                               | Werneuchen OT: Schönfeld Hauptstraße 13 (Lage)                   | evangelisch      | Datierung: 1246/1255 Umbau: 1884 Teilzerstörung: 1945 Wiederaufbau: 1966 Restaurierung: 1990/1999                                                                              | weitere Bilder |                        | 09175382   |                  |
| Schönow                 | Dorfkirche                               | Bernau bei Berlin OT: Schönow Dorfstraße 15 (Lage)               | evangelisch      | Datierung: 1251/1300 Brand: um 1860 Wiederaufbau: 1860 | weitere Bilder |                        | 09175383   |                  |
| Schönwalde (Barnim)     | Dorfkirche                               | Wandlitz OT: Schönwalde Hauptstraße (Lage)                       | evangelisch      | Datierung: 1843–1844 Umgestaltung: 1965–1968 Restaurierung: 2009 | weitere Bilder |                        | 09175388   |                  |
| Schwanebeck (Barnim)    | Dorfkirche                               | Panketal OT: Schwanebeck Dorfstraße 23 (Lage)                    | evangelisch      | Datierung: 1246/1255 Umbau: 1401/1500 & 1861–1862 & 1889 Restaurierung: 1967–1969                                                                                              | weitere Bilder | Innenansichten         | 09175391   |                  |
| Schwanebeck (Barnim)    | kath. Kirche „Maria, Hilfe der Christen“ | Panketal OT: Schwanebeck Kolpingstraße 16 (Lage)                 | katholisch       | Datierung: 20. Jahrhundert | weitere Bilder |                        |            |                  |
| Seefeld                 | Dorfkirche                               | Werneuchen OT: Seefeld Seestraße (Lage)                          | evangelisch      | Datierung: 1301/1400 Restaurierung: 1801/1900 Restaurierung & Umbau: 1908–1910                                                                                                 | weitere Bilder |                        | 09175392   | Q101579364       |
| Senftenhütte            | Dorfkirche                               | Chorin OT: Senftenhütte Am Kirchplatz (Lage)                     | reformiert       | Datierung: 1806 | weitere Bilder |                        | 09175121   |                  |
| Serwest                 | Dorfkirche                               | Chorin OT: Serwest Serwester Dorfstraße (Lage)                   | evangelisch      | Datierung: 1251/1300 Umbau: 1728 Restaurierung: 1905–1907 | weitere Bilder |                        | 09175292   |                  |
| Sophienstädt            | Dorfkirche                               | Marienwerder OT: Sophienstädt Alte Dorfstraße (Lage)             | evangelisch      | Datierung: 1913/1914 / Entwurf: Georg Büttner | weitere Bilder |                        | 09175395   |                  |
| Steinfurt               | Dorfkirche                               | Schorfheide OT: Finowfurt-Steinfurt Hauptstraße 132 (Lage)       | evangelisch      | Datierung: 1880 | weitere Bilder |                        | 09175219   | Q51146200        |
| Stolzenhagen (Wandlitz) | Dorfkirche                               | Wandlitz OT: Stolzenhagen Dorfstraße (Lage)                      | evangelisch      | Datierung: 1890 Umgestaltung: 1968 | weitere Bilder |                        | 09175396   |                  |
| Stolzenhagen (Oder)     | Dorfkirche                               | Lunow-Stolzenhagen OT: Stolzenhagen Ernst-Thälmann-Straße (Lage) | evangelisch      | Datierung: 1201/1300 Umbau & Erweiterung: 1737 / Entwurf: Peter Sucrow | weitere Bilder |                        | 09175298   |                  |
| Sydow                   | Dorfkirche                               | Sydower Fließ OT: Sydow Dorfstraße (Lage)                        | evangelisch      | Datierung: 1246/1255 Umbau: 1686/1700 Umbau: 1861 Umbau: 1901/1915 Restaurierung: 1996                                                                                         | weitere Bilder |                        | 09175444   |                  |
| Tempelfelde             | Dorfkirche                               | Sydower Fließ OT: Tempelfelde Grüntaler Straße 15 (Lage)         | evangelisch      | Datierung: 1246/1255 Umbau & Erweiterung: 1801/1900 Restaurierung: nach 1989                                                                                                   | weitere Bilder |                        | 09175397   |                  |
| Tornow (Barnim)         | Dorfkirche                               | Eberswalde OT: Tornow Tornower Dorfstraße (Lage)                 | evangelisch      | Datierung: 1251/1300 Umbau & Erweiterung: 1796 | weitere Bilder |                        | 09175301   |                  |
| Trampe                  | Dorfkirche                               | Breydin OT: Trampe Dorfstraße (Lage)                             | evangelisch      | Datierung: 1251/1300 Umbau: 1768–1770 Erweiterung: 1888–1889 | weitere Bilder |                        | 09175302   |                  |
| Tuchen                  | Hochzeitskirche                          | Breydin OT: Tuchen Kirchstraße 12 (Lage)                         | profaniert       | Datierung: 1711–1718 Teilzerstörung: 1990 Wiederaufbau: 1991–1998. Die Kirche gehört der weltlichen Gemeinde und wird von einem Förderverein betreut.                          | weitere Bilder | weitere Bilder         | 09175307   |                  |
| Wandlitz                | Dorfkirche                               | Wandlitz Kirchstraße (Lage)                                      | evangelisch      | Datierung: 1351/1400 Umbau: 1570, 1716, 1859 | weitere Bilder | Innenansichten         | 09175398   | Q20856675        |
| Wandlitz                | kath. Kirche St. Konrad                  | Wandlitz Thälmannstraße 2 (Lage)                                 | katholisch       | Datierung: 1936–1937 / Entwurf: Carl Kühn | weitere Bilder | Innenansichten         | 09175641   | Q2319966         |
| Weesow                  | Dorfkirche                               | Werneuchen OT: Weesow Weesower Dorfstraße (Lage)                 | evangelisch      | Datierung: 1201/1250 Erweiterung: 1501/1515 Umbau: 1786 Restaurierung: 1993 | weitere Bilder |                        | 09175404   | Q101579256       |
| Werbellin               | Autobahnkirche                           | Schorfheide OT: Werbellin Dorfstraße (Lage)                      | evangelisch      | Datierung: 1913–1914 / Entwurf: Georg Büttner Restaurierung: 1995 | weitere Bilder |                        | 09175445   |                  |
| Werneuchen              | Stadtpfarrkirche St. Michael             | Werneuchen Kirchstraße (Lage)                                    | evangelisch      | Datierung: 1201/1300 Umbau: 1873–1874 | weitere Bilder |                        | 09175405   |                  |
| Werneuchen              | St.-Joseph-Kirche                        | Werneuchen Lamprechtstraße 16 (Lage)                             | katholisch       | Datierung: 1932 / Entwurf Bernhard Rindsfüßer Erweiterung: nach 1945 Umgestaltung: 1965/1970                                                                                   | weitere Bilder |                        | 09175626   |                  |
| Willmersdorf            | Dorfkirche                               | Werneuchen OT: Willmersdorf In Willmersdorf 230 (Lage)           | evangelisch      | Datierung: 1226/1250 Umbau: 1901 Besonderheit: Doppeltürme. | weitere Bilder |                        | 09175412   |                  |
| Zepernick               | St.-Annen-Kirche                         | Panketal OT: Zepernick Schönower Straße 74 (Lage)                | evangelisch      | Datierung: 1246/1255 Umbau: 1889–1890 Restaurierung: 1996–1999 Besonderheit: Doppeltürme.                                                                                      | weitere Bilder |                        | 09175413   | Q101579286       |
| Zepernick               | Friedenskapelle                          | Panketal OT: Zepernick Straße der Jugend 15 (Lage)               | methodistisch    | Datierung: 20. Jahrhundert. | weitere Bilder |                        |            |                  |
| Zepernick               | Neuapostolische Kirche                   | Panketal OT: Zepernick Menzelstraße 3b (Lage)                    | neuapostolisch   | Datierung: 20. Jahrhundert. |                |                        |            |                  |
| Zerpenschleuse          | Dorfkirche                               | Wandlitz OT: Zerpenschleuse Liebenwalder Straße 56 (Lage)        | evangelisch      | Datierung: 1844–1845 Restaurierung: 1992 | weitere Bilder |                        | 09175424   |                  |